# Орлово (Ленинский район)
Орлово — деревня в Ленинском городском округе Московской области России. 

## География
Находится примерно в 11 км к востоку от центра города Видное. С севера на юг деревню пересекает Володарское шоссе. Ближайшие населённые пункты — село Молоково и деревня Дальние Прудищи. Рядом протекает река Людовна, на которой устроен Большой Людовинский пруд. Главная улица — Центральная (Володарское шоссе). В северной части деревни находится Орловское кладбище. К востоку от старой частной застройки Орлово расположен жилой комплекс Орловъ.

## Этимология
Название деревни, предположительно, происходит от некалендарного личного имени Орёл.

## История
В XIX веке деревня Орлово входила в состав Островской волости Подольского уезда.
До 2006 года деревня входила в Молоковский сельский округ Ленинского района, а с 2006 до 2019 года в рамках организации местного самоуправления включалась в Молоковское сельское поселение Ленинского муниципального района.
С 2019 года входит в Ленинский городской округ.

## Население
| 2002 | 2006 | 2010 |
| ---- | ---- | ---- |
| 83   | ↗92  | ↗127 |

В 1899 году в деревне проживало 136 человек.
Согласно Всероссийской переписи, в 2002 году в деревне проживало 83 человека (43 мужчины и 40 женщин). По данным на 2005 год в деревне проживало 92 человека. Согласно Всероссийской переписи, в 2010 году в деревне проживало 127 человек.

## Спорт
В 2012 году в Орлово началось строительство Национального конного парка «Русь». Финансируется банкиром Анджеем Мальчевским. Парк строится поэтапно. Построены конноспортивные манежи, спортивная школа, цирк, музей и зоопарк. Планируется строительство ипподрома и большой троеборной трассы для кросса. На территории Парка проводятся конноспортивные мероприятия.